# Želtovskij
Lo Želtovskij (in russo Желтовский?) è uno stratovulcano situato nella Kamčatka meridionale. Eruttò per l'ultima volta il 19 aprile 2018.
Il vulcano iniziò a formarsi nel Pleistocene superiore e terminò nell'Olocene.

## Eruzioni
Una delle più grandi eruzioni vulcaniche dello Želtovskij avvenne nel 1823 poi, dopo una pausa di oltre un secolo, il vulcano è tornato in attività eruttando nel marzo 1972. Da quel momento lo Želtovskij è entrato nella fase di attività fumarolica, tornando a eruttare nel 2018.

## Nome
Fino alla fine del secolo scorso, nella lingua locale della Kamchatka, il vulcano portava il nome Itelmen Utashud. Il nome definitivo fu deciso e fissato sulle mappe da un gruppo geologico appartenente alla Società geografica russa che operò in quest'area dal 1908 al 1911.
Il vulcano prende il nome dal capo Želtyj, che chiude la baia di Vestnik da nord-est.